# Martin Kaymer
Martin Kaymer, né le 28 décembre 1984 à Düsseldorf, est un golfeur Allemand. Lors de l'année 2010, il remporte son premier tournoi du grand chelem avec le Championnat de la PGA. Il participe également à la victoire européenne lors de la Ryder Cup. Il termine enfin l'année avec le rang de numéro un européen en remportant la Race to Dubai. Il participe de nouveau à la victoire de l'Europe lors de l'édition 2012 de la Ryder Cup.
En 2014, il remporte l'un des tournois les plus prestigieux du circuit américain, le Players Championship, puis remporte son deuxième tournoi majeur, l'US Open de golf.

## Biographie
Il est encore amateur lorsqu'il remporte sa première victoire professionnelle en 2005 sur le circuit EPD Tour. Il joue sur celui-ci en 2006, remportant cinq tournois et finissant premier du classement des gains avec 26 664. Durant la même saison, il joue sur le Challenge Tour, remportant, lors du Vodafone Challenge disputé en Allemagne, son premier tournoi disputé sur le circuit. Il remporte un deuxième tournoi sur le circuit, lors de l'Open des volcans disputé en France. Bien que n'ayant disputé que huit tournois sur le circuit, il termine à la quatrième place et obtient une carte pour le Circuit Européen pour la saison suivante.
Sa saison débute difficilement avec un seul cut réalisé lors de ses sept premiers tournois disputés. Puis à partir de fin mars, il réalise sept cuts successifs. Son meilleur résultat de la saison est une deuxième place obtenue lors de l'Open de Scandinavie. Il termine la saison à la 41e position du classement des gains du circuit européen, occupant le meilleur rang des rookies. Cela lui octroie le Sir Henry Cotton Rookie of the Year Award. Ces performances lui permettent également d'atteindre le Top 100 du Official World Golf Ranking, classement mondial des joueurs de golf. Il parvient même dans le Top 75, dépassant son compatriote Bernhard Langer pour occuper le meilleur rang d'un Allemand.

### 2008
Sa saison 2008 débute par une victoire au Abu Dhabi Golf Championship ce qui le fait grimper au 34e rang mondial. Il est alors le seul joueur de moins de 25 ans à figurer dans le Top 50. il remporte ensuite le BMW International Open, devançant le Danois Anders Hansen en playoff. Malgré ses bons résultats, il n'est pas retenu pour la Ryder Cup 2008 mais le capitaine européen Nick Faldo l'invite à assister à l'événement en tant que non participant. Il termine la saison à la huitième place du classement de l'Ordre du Mérite européen.

### 2009
Au début de la saison suivante, il échoue dans sa tentative de conserver son titre à Abu Dhabi mais termine toutefois à la seconde place, à un coup de Paul Casey. En juillet, il ajoute une troisième victoire sur le circuit européen en remportant l'Open de France lors du premier trou de play-off face à l'Anglais Lee Westwood. La semaine suivante, il remporte un deuxième titre consécutif lors du Barclays Scottish Open, devançant cette fois l'Espagnol Gonzalo Fernández-Castaño et le Français Raphaël Jacquelin.

### 2010
Pour la troisième année consécutive, Kaymer concourt pour le titre à Abu Dhabi. Au terme d'un dernier tour terminé en 66, soit six coups sous le par, il bat Ian Poulter, lui aussi en 66 le dernier jour, de un coup. Quelques semaines plus tard, il partage la troisième place du WGC-CA Championship, terminant à sept coups du vainqueur Ernie Els. Le mois suivant, il ne parvient pas à franchir le cut lors du Masters. Lors de la seconde levée des tournois du grand chelem, il termine au huitième rang de l'US Open, tournoi remporté par le Nord-Irlandais Graeme McDowell. Il termine ensuite à la septième place de la 137e édition de l'Open britannique, tournoi dont il occupe la troisième place au soir du troisième tour, à sept coups du leader Louis Oosthuizen. Le 16 août 2010, Martin Kaymer remporte son premier titre Majeur en triomphant lors de l'USPGA. Il est ainsi le troisième golfeur à remporter son premier Majeur lors de cette saison 2010 après Graeme McDowell et Louis Oosthuizen. Malgré un bogey concédé sur le 18e trou du dernier tour, il obtient ce titre en battant lors d'un playoff disputé sur trois trous l'Américain Bubba Watson. En septembre, il remporte son troisième titre de la saison sur le circuit européen lors du KLM Open.
Kaymer dispute ensuite la 38e édition de la Ryder Cup à Celtic Manor Resort dans le Pays de Galles. Il est dans un premier associé à Lee Westwood. Cette paire remporte la première rencontre de l'édition, disputée en Fourball par trois et deux face à la paire américaine Phil Mickelson-Dustin Johnson. Lors de sa deuxième rencontre, la paire européenne concède le nul à Jim Furyk-Rickie Fowler. Kaymer est ensuite associé à Ian Poulter dans une partie de Fourball face à Phil Mickelson-Rickie Fowler, partie remportée deux et un par les Européens. Lors des simples, Kaymer s'incline lourdement, six et quatre, face à Dustin Johnson. L'Europe remporte le trophée sur le score de 14 ½ à 13 ½.
La semaine suivant la Ryder Cup, il remporte le Alfred Dunhill Links Championship. Il est le premier joueur depuis Tiger Woods en 2006 à remporter trois tournois, disputés en stroke play de manière consécutive. Le dernier européen à avoir réalisé cette performance est Nick Faldo en 1989. Lors du dernier tournoi du Circuit européen 2010, au Dubai World Championship, il termine au treizième rang, tout comme son principal concurrent Graeme McDowell. Il remporte ainsi la Race to Dubai, classement des joueurs du circuit européen.

### 2012
Lors de trente-neuvième édition de la Ryder Cup, en 2012, disputée sur le parcours du Medinah Country Club de Chicago, Martin Kaymer est associé à Justin Rose, pour le Fourball du vendredi après-midi face à la paire américaine Dustin Johnson / Matt Kuchar. Le duo européen est défait par 3 à 2 par la paire américaine. Il ne participe ensuite à aucune des rencontres de doubles. Dans les simples du dimanche, le capitaine José Maria Olazábal programme Martin Kaymer dans la onzième rencontre face à Steve Stricker. Le golfeur américain doit absolument gagner pour que son équipe puisse espérer reconquérir le trophée. Le putt du golfeur allemand sur le dix-huitième trou lui permet de remporter ce match par 1 up, ce qui assure la victoire de l'équipe européenne. Durant cette édition, son bilan est donc de deux matchs disputés, avec une victoire et une défaite.

### 2014
En mai 2014, après avoir rentré une carte de 63 le premier jour et mené le tournoi de bout en bout, il s'adjuge le prestigieux Players Championship 2014 avec un coup d'avance sur l'américain Jim Furyk, en réalisant un score final de 275 (63-69-72-71), soit 13 coups sous le par.

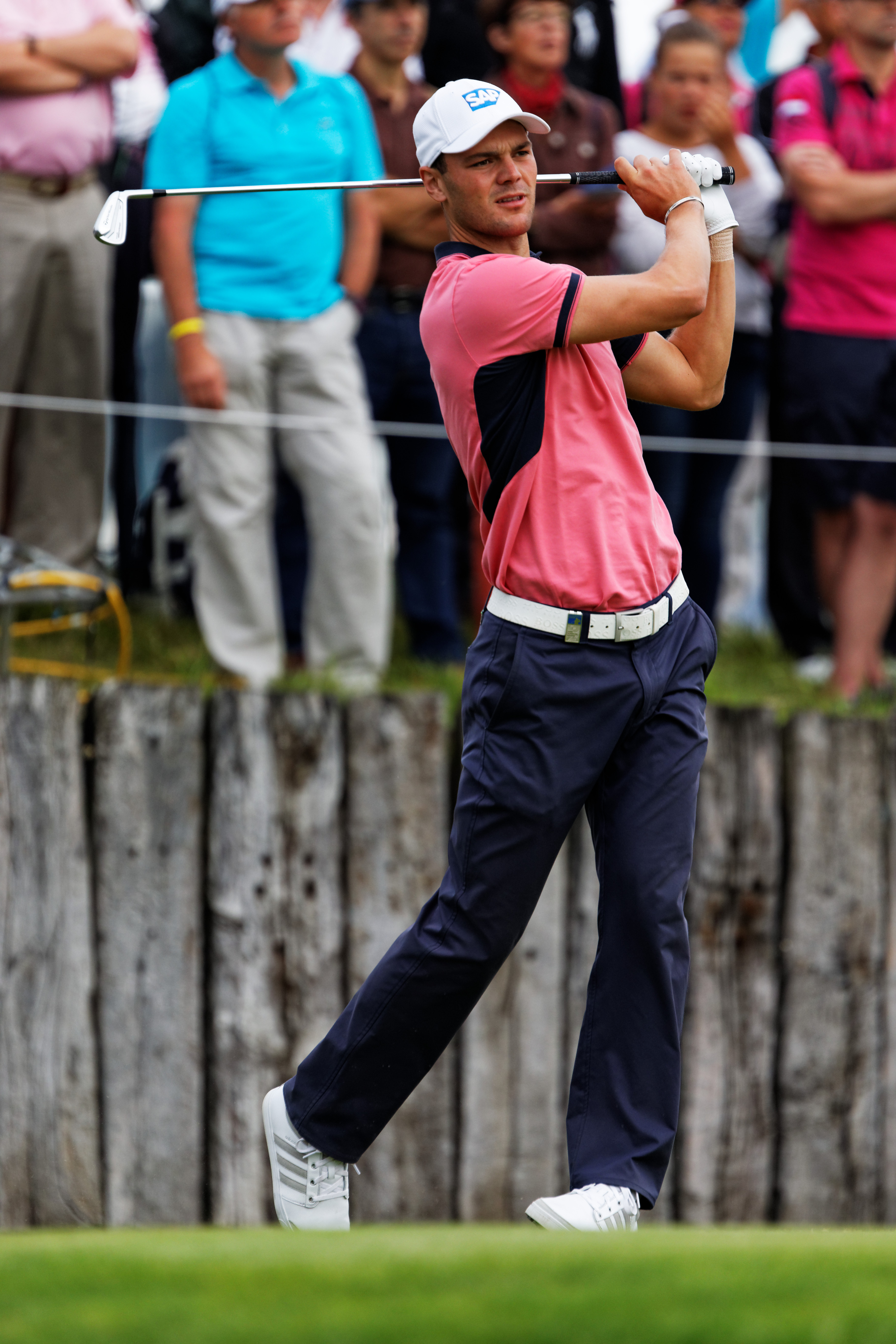
Martin Kaymer lors de l'Open de France 2014

En juin, sur le parcours no 2 du Pinehurst Resort, en Caroline du Nord, il remporte son premier US Open de golf en rendant une carte de 271 (-9) avec notamment un 65 le premier et le deuxième jour. Il compte huit coups d'avance sur ses premiers poursuivants, les Américains Erik Compton et Rickie Fowler. Il est le premier européen continental à remporter ce tournoi. Il reçoit la médaille Jack Nicklaus pour sa victoire à l'US Open. Il est également le premier joueur à réaliser le doublé la même année. Ses statistiques, sur un tournoi qu'il mène de bout en bout, sont de 77 de fairways, 63 % de greens en régulation et 27,5 putts de moyenne.

### Caractéristiques et style de jeu
Depuis 2010, il a toujours le même caddie d'origine écossaise Craig Connelly,.